# Lapidárium Národního muzea

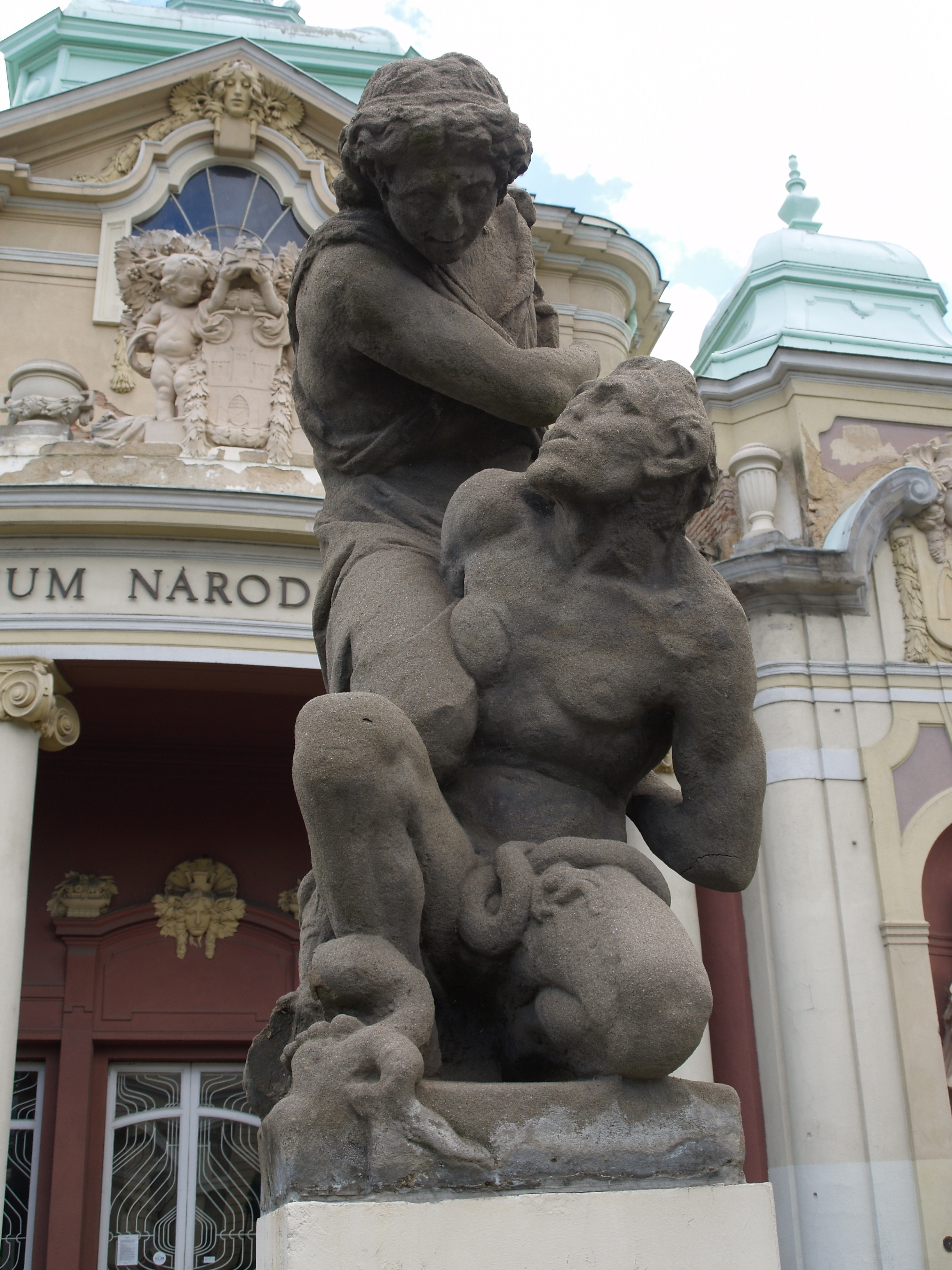
Před vchodem umístěná kopie sochy Archanděl v boji s ďáblem, podle originálu Jana Jiřího Bendla z roku 1650, části Mariánského sloupu na pražském Staroměstském náměstí

Lapidárium Národního muzea je největší státní veřejně přístupná historická sbírka kamenosochařství a architektonické plastiky v Česku. V současné době je budova dlouhodobě uzavřena z technických důvodů.

## Umístění
Po vzniku Národního muzea v roce 1818 byly kamenosochařské památky sbírány pouze výjimečně. Teprve na základě písemně zpracované sbírkotvorné koncepce Františka Palackého z roku 1842 se měly shromažďovat jak originály, tak především nákresy, modely či sádrové odlitky významných monumentálních památek (například včetně odlitků zvonů a nápisových pásů). Jednotlivé sbírkové předměty byly včleněny do stálé expozice muzea již od 20. let 19. století, hojně pak ve druhé instalaci v tehdejším Nostickém paláci po roce 1849. Kromě toho byly do roku 1898 deponovány především na dvorech nové muzejní budovy na Václavském náměstí a v jejím podstřeší. Dodnes prezentované exponáty byly zapůjčeny roku 1891 do výstavního pavilónu hl. města Prahy pro Retrospektivní výstavu starožitností v rámci Jubilejní zemské výstavy v Praze, v areálu tehdy nově založeného Výstaviště Praha. Další výstavu v tomto pavilónu uspořádal v roce 1898 Spolek inženýrů a architektů, který pořídil také několik monumentálních sádrových kopií: tří chrámových tympanonů, rakovnické kazatelny a zábořského portálu, jež v sálech zůstaly přizděny a jsou dodnes součástí expozice.

### Expozice
První stálá expozice Lapidária byla otevřena podle koncepce archeologa dr. Václava Fabiána a s přispěním přednosty oddělení dr. Bohumila Matějky po jednoročních přípravách roku 1905. Patřil do ní mimo jiné Langweilův model Prahy, který pro Národní muzeum zakoupil císař Ferdinand V., dále zvony (dnes vystavené v samostatné expozici na zámku Vrchotovy Janovice) i rozměrné závěsné obrazy, ze kterých do současnosti zůstal jen jeden ve vstupním vestibulu, nad průchodem do prvního sálu (sv. Antonín s Ježíškem).
Druhou expozici vytvořil dr. Karel Guth za účasti dr. Františka Kršňáka v letech 1930–1932. Ta již byla rozšířena o zastřešení dvou dvorků a obsahovala dva pomníky Habsburků a pomník maršála Radeckého. Třetí expozici připravil Josef Opitz v roce 1942 a 1943, brzy po realizaci musela být uzavřena a z větší části odstěhována z důvodů protiletecké evakuace. V roce 1954 dovršili Opitzovu koncepci jeho spolupracovníci Vladimír Denkstein, Zoroslava Drobná a Jana Kybalová. Byla součástí nově otevřeného Parku kultury a oddechu Julia Fučíka, jehož ideový program vyloučil vystavení soch habsburských panovníků a Radeckého pomníku. Roku 1958 byl vydán podrobný katalog expozice. Roku 1967 musela být expozice uzavřena pro havarijní stav budovy.
Čtvrtá expozice – zatím poslední verze – byla připravována v souvislosti s rekonstrukcí budovy od roku 1987; koncepce Jiřího Fajta a Lubomíra Sršně byla otevřená v roce 1993.

### Budova
Původně novorenesanční budovu palácového typu číslo popisné 422 v k. ú. Bubeneč postavil Quido Bělský podle projektu architekta Antonína Wiehla jako výstavní pavilón protější k sochařskému pavilónu Akademie výtvarných umění. Sochařskou výzdobu obstarali Antonín Procházka a Bernard Otto Seeling. Úpravami z roku 1908 došlo k barokizaci střech, zazdění některých oken a k doplnění sochařské a reliéfní výzdoby vstupního průčelí podle návrhu Františka Hergessela a Gustava Zouly. Ke zboření dvou kašen při rizalitech postranních fasád, zničení sousoší na kašnách a k zastřešení dvorů došlo postupně v letech 1930–1932 a po roce 1945. Budova má nyní osm sálů, kancelář s příručním depozitářem, dva depozitáře a sochařský ateliér. Lapidárium je součástí nemovité kulturní památky Výstaviště. Budova je od svého vzniku dodnes majetkem Magistrátu hlavního města Prahy. Roku 1992 byla na 99 let pronajata agentuře Incheba Praha. Nájemní smlouva byla zrušena k 31. 12. 2016 a nyní budovu opět spravuje magistrát.
Budova je v současné době zanedbaná a ve špatném stavu. První tendr na současnou rekonstrukci budovy byl vypsán roku 2012.  Přípravy na rekonstrukci však provázely problémy. Okolní pozemky a budovy v bezprostředním sousedství totiž město pronajalo soukromým subjektům. Zároveň také chyběla dlouhodobá koncepce údržby a provozu celého areálu výstaviště včetně lapidária. Další tendr byl vypsán roku 2018, avšak následujícího roku byl Magistrátem zrušen, protože ceny materiálů mezitím skokově vzrostly.

## Sbírky
Sbírka celkem obsahuje přes 3000 předmětů, převážně z kamene. Z nich je kolem šesti set exemplářů vystaveno a ostatní deponovány ve třech depozitářích přilehlých k expozici. Sádrové odlitky tvoří samostatnou kolekci a jsou shromážděny zčásti v 1.– 3. sále, ale většinou v ústředním depozitáři muzea v Terezíně.
Vystavují se díla kamenická, sochařská a architektonická plastika, převážně z Prahy nebo ze středních Čech. V chronologickém uspořádání jsou v osmi sálech vystavena díla od počátků románského slohu přes ranou, vrcholnou a pozdní gotiku, renesanci a manýrismus, dále jsou tři sály věnovány baroku, další památkám od rokoka přes klasicismus po historické slohy 19. století a poslední sál je vyhrazen bronzovým pomníkům a jejich modelům.
Sbírkové předměty pocházejí zejména z Prahy (včetně fragmentů sloupů z krypty pražské katedrály), sloupů a jejich hlavic z baziliky sv. Jiří na Pražském hradě či fragmentů z bazilik sv. Petra a Pavla či sv. Jana Křtitele na Vyšehradě z období od 11. do 13. století, z veřejných prostranství (plastiky z kašen), kostelů, klášterů, veřejných budov, šlechtických paláců a měšťanských domů od středověku až do počátku 20. století, stejně tak ze středních Čech. Největším souborem je kolem 1000 fragmentů z archeologického výzkumu kláštera benediktinů v Ostrově u Davle, který v letech 1932–1934 prováděl archeolog Karel Guth. Stálá expozice nese název Památky kamenosochařství v Čechách od 11. do 19. století.

## Materiály
Nejčastěji použitým materiálem je kámen, a to opuka z okolí Prahy, ponejvíce z lomů na Petříně nebo na Bílé Hoře, vápenec, pískovce většinou hořický nebo žehrovický, stejně jako arkózy, narůžovělý slivenecký mramor a jemu podobný mramor ze Svatého Jana pod Skalou, černý mramor českého původu, výjimečně se objevují také importované mramory, zářivě bílý z Carrary v Toskánsku či z Laasu v Rakousku, italský temně zelený mramor zvaný antico verde, žula, alabastr či serpentinit. Kamenné exponáty od počátku doplňují dekorativní či architektonické prvky z pálené hlíny (románské podlahové dlaždice z Vyšehradu a z Ostrova u Davle) a z polychromovaného štuku (domovní znamení, erby). Dřevo v podobě dubových trámů a prken je přítomno v obou největších sálech (1. a 7.): jsou to gotické, renesanční a barokní trámové stropy, které pocházejí ze zbořených měšťanských domů ze Starého a Nového Města pražského, převážně s dekorativní temperovou malbou.
Do stěn expozice jsou vsazeny sádrové odlitky románského portálu kostela sv. Jakuba v Záboří nad Labem, odlitky gotických chrámových tympanonů (z Týnského chrámu, ze Sv. Jakuba u Kutné Hory a z kostela Panny Marie Sněžné), dále je zde sádrový černě patinovaný odlitek gotické jezdecké sochy sv. Jiří z Pražského hradu (podle originálu bratří z Kluže z roku 1373) a odlitek pozdně gotické kazatelny, díla Matouše Rejska z chrámu sv. Bartoloměje v Rakovníku.
Významným souborem jsou historické odlitky gotických bust z vnitřního triforia pražské katedrály. Jen z malé části jsou vystaveny autorské sádrové modely pro kamenná sousoší z historické budovy Národního muzea z let 1889–1891, převážně alegorické sochy Bohuslava Schnircha. Bronzové pomníky habsburské éry byly do Lapidária deponovány roku 1919 a vystaveny poprvé roku 1932.

## Významné exponáty
Stálá expozice mj. zahrnuje:

### 1. sál (románský a rané gotiky)
Architektonické články a plastika

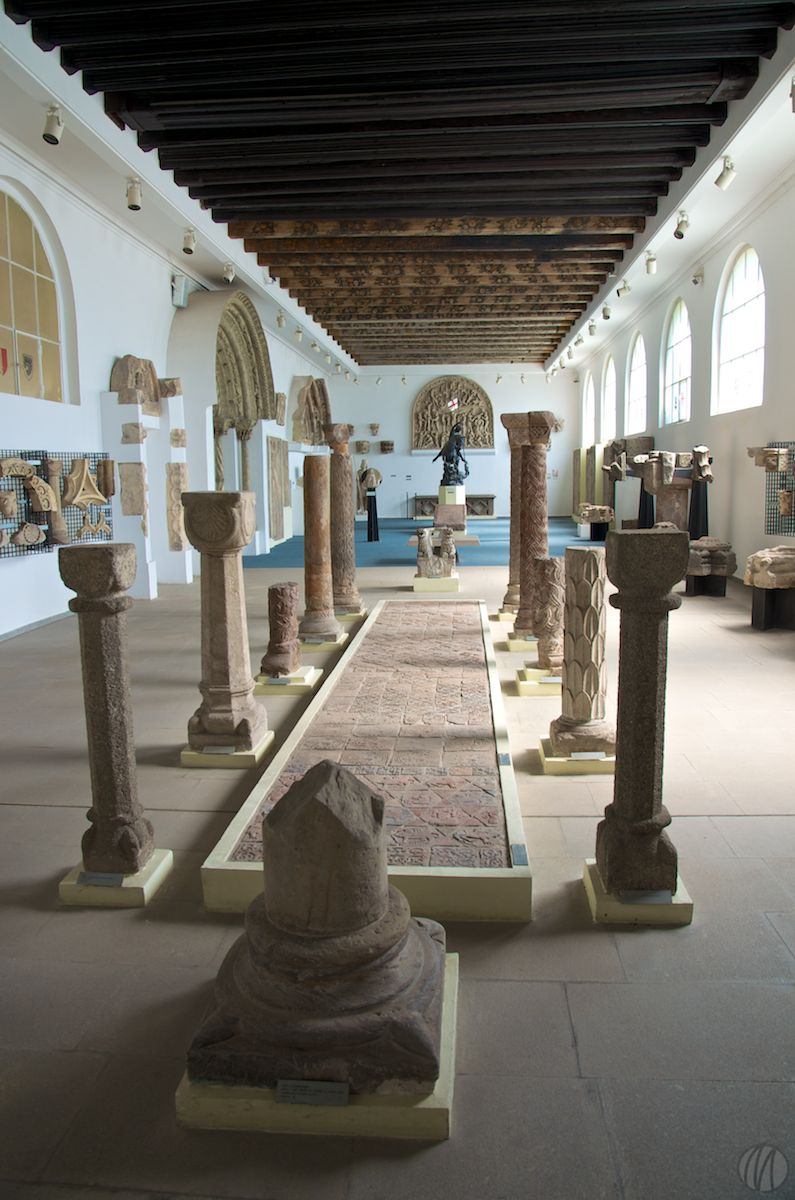
Nejstarší sochařská díla

- sloupy ze západní krypty baziliky sv. Víta, Vojtěcha a Václava na Pražském hradě
- sloupek, polosloupky, torzo hlavice s pletencem a hlavice s plastickými gryfy z baziliky sv. Jiří na Pražském hradě
- torzo patky a hlavice sloupu z kostela sv. Linharta na Starém Městě
- dvě patky a hlavice sloupu z kostela Panny Marie pod řetězem v Praze na Malé Straně
- hlavice přípory s portrétem sv. Anežky Přemyslovny z kostela Nejsvětějšího Salvátora v Anežském klášteře
- soubor architektonické plastiky, architektonických článků a obkladů z kláštera benediktinů v Ostrově u Davle
- soubor architektonické plastiky z kláštera cisterciáků v Hradišti nad Jizerou
- šest hlavic přípor ze zbořené kaple sv. Ludmily při Týnském chrámu na Starém Městě, opuka se zbytky zlacení, kolem 1300
- Kouřimští lvi, podnož trůnu nebo křtitelnice, pravděpodobně z kostela sv Štěpána nebo z kostela sv. Jiří v Kouřimi
- sloup – podstavec kazatelny z baziliky sv. Petra a Pavla na Vyšehradě, pískovec, 12. století
- hlavice sloupu s listy z hradu Vízmburka, červený železitý pískovec, 13. století
- úsek zábradlí s kružbami, pískovec, z kostela Panny Marie před Týnem v Praze

Sochy
- sádrová kopie jezdecké sochy sv. Jiří z nádvoří Pražského hradu
- sádrová kopie stojící sochy sv. Václava ve zbroji od Petra Parléře z katedrály sv. Víta,

Tympanony
- pět zlomků tympanonu s trůnícím Kristem mezi sv. Petrem a sv. Pavlem z hradu Oldříše u Poděbrad
- sádrová kopie tympanonu pozdně románského portálu kostela sv. Prokopa v Záboří nad Labem
- sádrová kopie tympanonu z kostela sv. Jakuba v Jakubu u Kutné Hory
- tympanon ze zbořeného kostela sv. Lazara s motivem Vzkříšení Lazara, Praha-Nové Město
- tympanon z kostela sv. Bartoloměje v Kolíně nad Labem
- sádrová kopie tympanonu ze severního portálu kostela Panny Marie před Týnem v Praze

Náhrobky
- náhrobní deska přemyslovské princezny Guty II., opuka, zobrazena jako dívka, zemřela jako novorozeně 1297, z rodové nekropole Přemyslovců v Anežském klášteře
- soubor 8 náhrobních desek opatů z kláštera benediktinů na Ostrově u Davle, opuka, z let 1280 - po 1420
- náhrobní dvojdeska Sudka z Ledče a jeho manželky, příznivců kláštera benediktinů na Ostrově, kolem 1352
- náhrobní deska Osvalda, dvorního malíře císaře Karla IV. a autora polychromií soch; pískovec; z katedrály sv. Víta na Pražském hradě
- náhrobní deska rytíře s erbem rodu pánů z Říčan, opuka, 2. čtvrtina 14. století
- náhrobní deska kramáře Pelhřima, ze zbořeného kostela sv. Linharta v Praze
- náhrobní deska Oldřicha ze Žlutic, kanovníka svatovítského, zemřel 9. srpna 1380

Svorníky
- krycí deska svorníku s listovým věncem a kovovým okem, z kláštera sv. Anežky, opuka se zbytky zlacení a polychromie, 2. polovina 13. století
- svorník s Beránkem Božím ze závěru zbořeného klášterního kostela sv. Kříže řádu cyriaků v Praze
- svorník s plochou krycí deskou ze zbořeného kostela sv. Kříže kláštera řádu cyriaků v Praze
- dva svorníky: s českým lvem a svorník se třemi listy, tzv. leknem Pánů z Říčan z klášterního kostela sv. Anny řádu dominikánek v Praze
- svorník se třemi listy, znakem Pánů z Dražic z kaple sv. Anny katedrály sv. Víta na Pražském hradě, pískovec, 3. třetina 14. století
- svorník s hlavou divého muže z nezjištěného kostela v Praze, pískovec, 14. století
- svorník s býkem sv. Lukáše, z kostela P. Marie cisterciáků v Klášterní Skalici, pískovec, 2. polovina 14. století
- krycí deska svorníku s trůnícím Kristem ze zbořeného kostela sv. Valentina na Starém Městě pražském, opuka, kolem 1300

Ostatní
- soubor románských keramických dlaždic z kostelů na Vyšehradě a v Ostrově u Davle
- soubor architektonické plastiky z kláštera cisterciáků v Hradišti nad Jizerou, pískovec, 13. století
- štít se znakem Jana ze Stříbra, kanovníka svatovítského a faráře kostela sv. Havla na Starém Městě pražském; zemřel kolem 1400, polychromovaná opuka
- štít s cechovním znamením cechu kožešníků z kostela sv. Havla na Starém Městě pražském, polychromovaná opuka, kolem roku 1400
- trámové stropy ze zbořených měšťanských domů v Praze, čtyři úseky, z nichž první je pozdně gotický z konce 15. století

### 2. sál (vrcholná a pozdní gotika)
- křtitelnice ze zbořeného kostela sv. Jana Na zábradlí v Praze, pískovec
- sádrová kopie tympanonu Trůnu Boží moudrosti s donátory Karlem IV. a Blankou z Valois, určeného pro kostel Panny Marie Sněžné v Praze 1, originál z doby po roce 1347
- sochy císaře Karla IV., krále Václava IV., tří českých patronů (sv. Víta, Vojtěcha a Zikmunda), socha lva a dva erbovní štíty s klenotem, z východního průčelí Staroměstské mostecké věže z huti Petra Parléře
- krycí deska svorníku s hlavou lva, pískovec, z katedrály sv. Víta, Václava a Vojtěcha na Pražském hradě, z huti Petra Parléře
- torza tří figurálních chrličů z katedrály sv. Víta, Václava a Vojtěcha na Pražském hradě, z huti Petra Parléře
- dva erbovní štíty se znaky moravské šachované orlice a lucemburského lva, pískovec s nápisy a zbytky polychromie; z katedrály sv. Víta v Praze
- dva erbovní štíty se znaky přemyslovské orlice a českého lva; železitý pískovec, z jižního průčelí katedrály sv. Víta v Praze
- dva baldachýny s fiálami ze Staroměstské radnice v Praze a z katedrály sv. Víta na Pražském hradě
- sádrové odlitky 21 portrétních bust osobností královské rodiny Lucemburků, českých arcibiskupů, architektů a ředitelů stavby katedrály; podle originálů z huti Petra Parléře ve vnitřním triforiu katedrály sv. Víta
- dvě hlavice sloupků z kostela ve Slavětíně
- ostění koutového krbu z Nového hradu krále Václava IV. u Kunratic, kolem roku 1400, opuka se zbytky polychromie
- pískovcová náhrobní deska kněze Jakuba s rytým kalichem a jmenovkou, 1. polovina 15. století, z katedrály sv. Víta na Pražském hradě
- pískovcová náhrobní deska deska neznámého kněze s rytým kalichem, 15. století, z katedrály sv. Víta na Pražském hradě
- dvě kamenné desky s textem basilejských kompaktát o náboženské svobodě (česky a latinsky), z kaple Božího Těla na Karlově náměstí (replika asi z roku 1606)
- torzo sochy Bruncvíka s erbovním štítem Starého Města pražského, a se lvem, na čtyřbokém pilíři s figurálními reliéfy, z Karlova mostu, pískovec, kolem roku 1500
- kamenická a sochařská výzdoba (chrliče, zábradlí a figury včetně sochy sv. Barbory), dílo huti Matěje Rejska a následovníků z chrámu sv. Barbory v Kutné Hoře, pískovec, 1480-1500
- mramorová náhrobní deska královského stolníka Jana Čéče z Nemyčevsi, zemřel 18. 4. 1488, z katedrály sv. Víta na Pražském hradě
- klenák s iniciálou W pod královskou korunou krále Vladislava II. Jagellonského, (zápůjčka z Kutné Hory)
- sádrová kopie kazatelny z kostela sv. Bartoloměje v Rakovníku, originál se dochoval a je datován rokem 1513

### 3. sál (renesance a manýrismus)
- větší část Krocínovy kašny ze Staroměstského náměstí (1591 - 1596)
- portál z domu Dubských v Praze Na příkopě čp. 584/II, kolem roku 1600
- zbytky portálu Lobkovického paláce na Pražském hradě
- poprsní zídka s alegorickými reliéfy Víry, Statečnosti, Lásky a Naděje, z domu čp. 471/I U Melantrichů v Melantrichově ulici, po 1563
- dekorace zídky s přilbou, z domu čp. 471/I U Melantrichů v Melantrichově ulici

Náhrobní desky
- náhrobní deska Jindřicha III. Berky z Dubé a na Dřevěnicích († 1541), nejvyššího soudce Království českého, z katedrály sv. Víta
- náhrobní deska Ferdinanda a Zikmunda Viléma z Vřesovic († 1546, † 1554), z katedrály sv. Víta
- náhrobní deska Jiřího von Spauer, nejvyššího komorníka arciknížete Ferdinanda († 13. 11.1542), z katedrály sv. Víta
- náhrobní deska humanisty Matouše Collina z Chotěřiny († 1566), přenesena z Betlémské kaple
- náhrobní deska pražského primátora Václava Krocína z Drahobejle
- náhrobní deska děvčete Maryany Skalské z Dubu († 1573), z kostela sv. Mikuláše na Starém Městě
- náhrobní deska Kateřiny z Plavče s novorozenětem († 1575), ze hřbitova kostela sv. Jindřicha v Praze
- náhrobní deska Sofie von Tollenstein († 1579), z katedrály sv. Víta
- náhrobní deska Adama Hlaváče z Vojenic a na Chvalovicích(† 1580), Skramníky, z farního hřbitova
- náhrobní deska Václava, Jana a Kašpara, synů Kašpara Lukšana z Luftenštejna (1582-1594), ze hřbitova kostela sv. Jindřicha v Praze
- náhrobní deska nezjištěné dívky Evy († 17. 8. 1599), z Prahy
- náhrobní deska Johanny Mariany z Hradešína (1604), z kostela sv. Klimenta na Novém městě v Praze
- náhrobní deska Magdalény Zyglové, (1605), z neurčeného kostela na Novém Městě
- náhrobní deska Jana Tejfla z Cejlperku († 1606) a jeho ženy Estery Tejflové ze Štrejnfeldu, přenesena z Betlémské kaple
- náhrobní deska Doroty Štefkové z Kranychfeldu († 1613)
- náhrobní deska lékaře Adama Zalužanského ze Zalužan († 1614), přenesena z Betlémské kaple
- náhrobní deska rodiny měšťana Jana Vojtěcha Vodičky († 1620), z kostela sv. Jindřicha na Novém Městě v Praze
- náhrobní deska novoměstské rodiny Michala Borta († 1625), ze hřbitova od kostela sv. Jindřicha na Novém Městě v Praze

Pamětní desky
- pamětní deska opravy Sovových mlýnů (1589)
- pamětní deska Václava Budovce z Budova a jeho manželky Anny z Vartemberka (1604), ze zámku Zásadka u Mladé Boleslavi

- poprsí rytíře a velitele Silvia Piccolominiho, syna generála habsburského císařského vojska Ottavia Piccolominiho, bílý carrarský mramor, po 1650

### 4. spojovací chodba (rané baroko)
- zbytky Mariánského sloupu ze Staroměstského náměstí, včetně hlavy Panny Marie, korintské hlavice sloupu, čtyř sousoší archandělů bojujících s ďáblem (z nichž tři torzálně dochovaná jsou původní a jedno je volnou kopií z 19. století od Josefa Kamila Böhma) a části kuželkové balustrády

### 5. sál (vrcholné baroko, Karlův most)
- sousoší z Karlova mostu

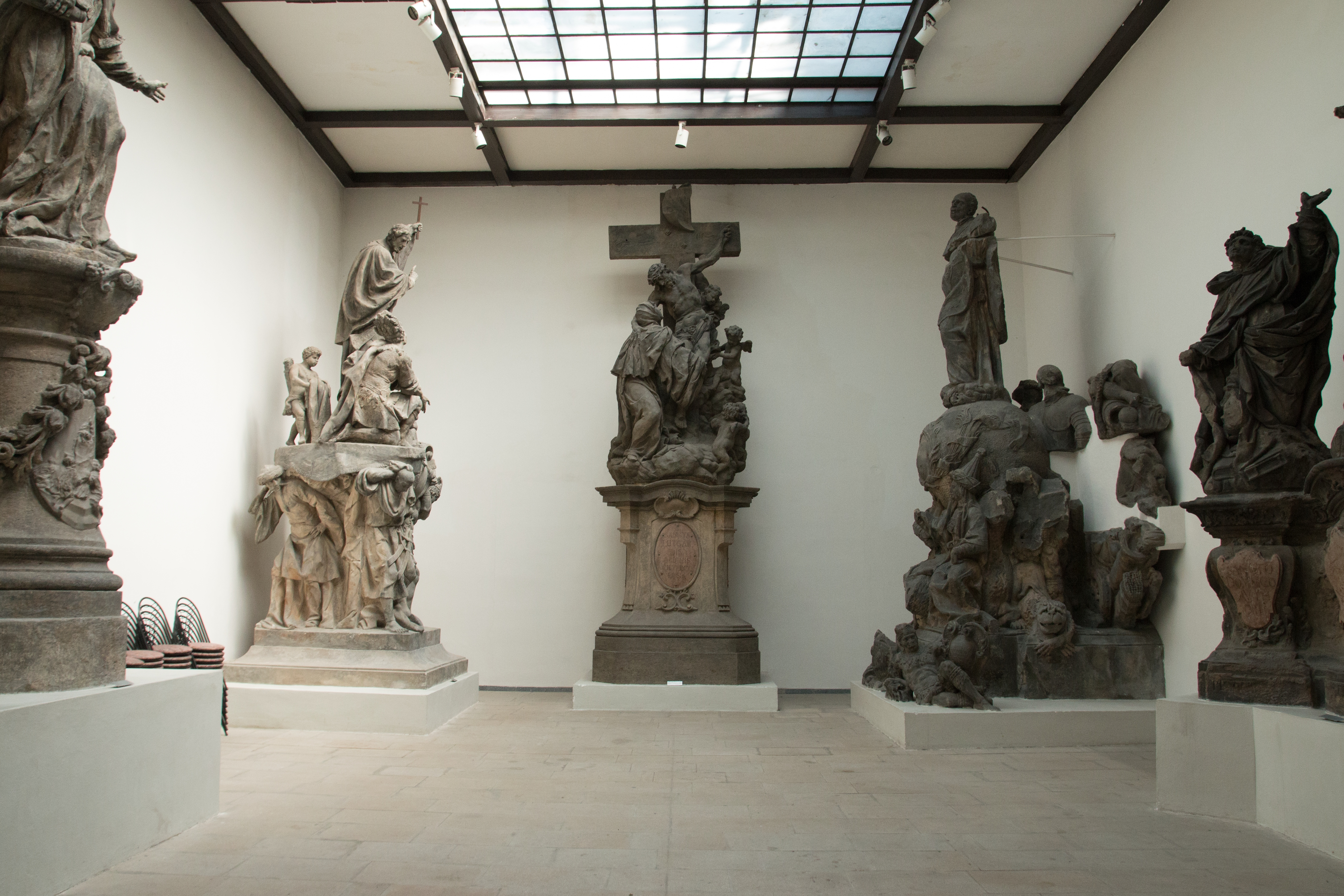
Sochy z Karlova mostu

  - Sv. Ivo s vdovami a sirotky, Matyáš Bernard Braun (1711)
  - Madona, sv. Dominik a sv. Tomáš, Matěj Václav Jäckel (1708)
  - Sv. František Xaverský, Ferdinand Maxmilián Brokoff (1711), doplňky Čeněk Vosmík
  - Sv. Ignác z Loyoly, Ferdinand Maxmilián Brokoff (1711)
  - Křest Kristův, torzo sousoší s aliančními znaky, Jan Brokoff (1706)
  - Sv. Václav mezi dvěma anděly, Ottavio Mosto (mezi 1695 a 1701)
  - Vidění sv. Luitgardy, mistrovské dílo raného období Matyáše Bernarda Brauna (1710)

### 6. sál (rané a vrcholné baroko)
- jezdecký pomník sv. Václava od Jana Jiřího Bendla z kašny na Koňském trhu
- socha sv. Václava lisujícího vinné hrozny, dílo Jana Brokofa z viniční usedlosti pod Vyšehradem
- sousoší Héraklés v boji s nemejským lvem ze salla terreny domu v Klimentské ulici v Praze
- sochy svatých patronů karmelitánského řádu z průčelí kostela sv. Havla v Praze
- socha sv. Jana Křtitele, sv. Josefa a sv. Kryštofa s Ježíškem na rameni z průčelí Lorety v Praze na Hradčanech
- socha sv. Mikuláše z Myry ze zbořené radnice v Podskalí
- socha císaře Karla VI. z attiky Sixtova domu čp. 553/I v Celetné ulici, vytvořil Antonín Braun roku 1736.
- socha archanděla Rafaela s rybou z býv. konventu paulánů u sv. Salvátora, na Staroměstském náměstí, dílo Václava Matěje Jäckela
- socha Krista Spasitele ze štítu téhož kláštera paulánů, z r. 1696
- socha Panny Marie Immaculaty, z mariánského sloupu na Hradčanském náměstí, z dílny F. M. Brokoffa z roku 1726, zlacený pískovec
- socha Samsona v boji se lvem, pískovec se zbytky polychromie
- socha poklekajícího sv. Jana Nepomuckého jako almužníka, polychromovaný pískovec
- erbovní štít z paláce rodiny hrabat Caretto-Millessimo
- sádrový odlitek erbovního štítu hraběcí rodiny Kolowratů z průčelí kostela sv. Mikuláše v Praze na Malé Straně
- socha sedící sv. Anny učící číst Pannu Marii, z kostela sv. Anny na Starém Městě, polychromovaný pískovec, po polovině 17. století
- reliéf sv. biskup Lazar mezi nemocnými, mramorová poprsnice kazatelny, ze zbořeného kostela sv. Lazara v Praze na Novém Městě
- socha trpaslíka s vinnými hrozny
- krbová římsa

### 7. sál (rokoko a slohy 19. století)
- alegorické sochy Živlů (Oheň, Vzduch), Fortuny a Venuše od Ignáce Františka Platzera z attiky Paláce Kinských v Praze na Staroměstském náměstí, kolem 1765
- tympanon s reliéfem Orfeus hraje na lyru zvířatům z Tančírny v Praze na ostrově Štvanice, zbořené roku 1909
- sousoší milenců od Františka Xavera Lederera z Wimmerovy kašny na Uhelném trhu, 1799
- polychromovaný štukový reliéf s výjevem Umučení svatého Vavřince, domovní znamení ze zbořeného domu čp. 615/II v Dlouhé třídě na Starém Městě pražském, kolem 1750
- šest soch alegorického či mytologického námětu (Faun, Věrnost, Oheň, Bakchus, Venuše a Merkur) ze zahrady letohrádku Amerika čp. 462/II na Novém Městě pražském
- náhrobní deska Karolíny Turinské († 1841), sestry básníka Františka Turinského ze hřbitova v Poděbradech
- poloviční socha Podomka – ze slepého okna Thun-Hohensteinského paláce čp.36/II, zbořeného na nároží Jungmannovy ulice a Jungmannova náměstí v Praze, od Josefa Malínského
- poloviční socha Zahradníka ze slepého okna usedlosti Cibulka v Praze 5 – Košířích, od Václava Nedomy
- socha mořské Venuše plující na mušli tažené delfíny, z kašny Thun-Hohensteinského paláce v Praze
- pískovcový náhrobek s truchlícím okřídleným géniem a urnou, obchodníka M. V. Kronesa († 1809), od Václava Prachnera, pro Malostranský hřbitov v Košířích
- pískovcové sousoší s okřídleným géniem a truchlícími postavami náhrobku rodiny Kutzerů, z let 1814–1815, od Václava Prachnera, z Olšanských hřbitovů
- sádrové modely alegorických sousoší z průčelí budovy Národního muzea (Láska k pravdě, Láska k minulosti, Nadšení, Obětavost) od Bohuslava Schnircha, 1889
- pískovcový gryf, originál sochy z průčelí historické budovy Národního muzea od Bohuslava Schnircha, 1887, se stopami střel Sovětské armády z roku 1968
- trámové záklopové stropy ze zbořených renesančních a barokních domů v Praze na Starém Městě, zdobené temperovou malbou, z 1. poloviny 18. století

### 8. sál (pomníky a modely)
- bronzový pomník maršálka Jana Josefa Václava Radeckého a osmi vojáků z Malostranského náměstí, dílo bratrů Josefa a Emanuela Maxů z roku 1858
- model téhož pomníku z papírmašé a překližky
- bronzová jezdecká socha císaře Františka I. z pomníku Českých stavů na Smetanově nábřeží, dílo bratrů Josefa a Emanuela Maxů z roku 1848
- bronzová pěší socha císaře Františka Josefa I. v uniformě Řádu Zlatého rouna, z čekárny Hlavního nádraží od Josefa Pekárka (1908) a její čtvrtinový model z černě patinované sádry
- dva modely reliéfů pro pomník Přemysla Oráče u Stadic: Libušini poslové přišli za Přemyslem na pole, aby ho od pluhu povolali na trůn, a Přemysl přivítán kněžnou Libuší a jejími sestrami na Vyšehradě, patinovaná sádra, dílo Josefa Maxe z roku 1841
- portrétní busta posledního rakouského císaře Karla I., bronz z roku 1918
- štukové domovní znamení s malbou Panny Marie mezi sv. Václavem a sv. Ludmilou, ze zbořeného Šálkova domu čp.310/II na nároží Karlova náměstí a Resslovy ulice v Praze na Novém Městě

### Vstupní vestibul
Nad vchodem do 1.sálu
- obraz sv. Antonína Paduánského s Ježíškem, olejomalba na štuku, 2. polovina 17. století, domovní znamení ze zbořeného domu v Praze
- náhrobní deska tří členů novoměstské rodiny Petra Rumlera (1615), ze hřbitova u kostela sv. Jindřicha na Novém Městě

Ve dvou vitrinách
- baldachýn s fiálami, konec 15. století
- hlava Panny Marie královny, pískovec se zbytky zlacení, 18. století
- kuželka z balustrády
- kamenické nástroje, z nichž nejstarší je dláto Matyáše Bernarda Brauna, nalezené pod sochou v Kuksu
- vzorky kamene z českých lokalit a jeho opracování

Na konzole
- socha Atlanta nesoucího zemskou sféru, z dílny Matyáše Bernarda Brauna, z nádvoří Vrtbovského paláce v Praze na Malé Straně

- dvojice sousoší Nanebevzetí Panny Marie a Nanebevstoupení Krista s částí kašen z nádvoří Lorety na Hradčanech, v letech 1739–1740 tesal Jan Michael Brüderle († 1740), sochy apoštolů z Nanebevstoupení Páně dokončil Richard Jiří Prachner

## Prodej
Na místě je možno zakoupit turistickou známku č. 1524 a cizojazyčné průvodce.